# Proyecto ADN por apellido
Un proyecto ADN por apellido es un proyecto de genealogía genética que utiliza pruebas de ADN genealógico para rastrear el linaje masculino.
En la mayoría de las culturas, hay pocos o ningún apellido matrilineal, por lo que todavía hay pocos o ningún proyecto de apellido matrilineal. Sin embargo, las pruebas de ADN son igualmente importantes para los dos sexos (ver Prueba de ADN genealógico).
Debido a que los apellidos se transmiten de padre a hijo en muchas culturas (patrilineal) y los cromosomas Y (ADN-Y) se transmiten de padre a hijo con una tasa de mutación predecible, las personas con el mismo apellido pueden usar pruebas de ADN genealógico para determinar si comparten un ancestro común dentro de la historia reciente.
Cuando dos hombres comparten un apellido, una prueba de sus marcadores de cromosoma Y determinará que no están relacionados o que están relacionados. Si están relacionados, la cantidad de marcadores probados y la cantidad de coincidencias en esos marcadores determina el rango de generaciones hasta su ancestro común más reciente (MRCA). Si las dos pruebas coinciden en 37 marcadores, hay un 90 % de probabilidad de que el MRCA haya sido hace menos de cinco generaciones y un 95 % de probabilidad de que el MRCA haya sido hace menos de ocho generaciones.

## Marcadores
Una prueba de Y-DNA varía de 10 a 111 marcadores en el cromosoma Y. La mayoría de los proyectos de apellidos sugieren al menos 25 marcadores. Los resultados de las pruebas indican cuántas repeticiones tiene un sujeto dado en un marcador en particular; las variaciones de las repeticiones se conocen como alelos. Por ejemplo, en DYS455, los resultados normalmente mostrarán 8, 9, 10, 11 o 12 repeticiones. Los resultados de las pruebas específicas para un individuo determinado se denominan haplotipo. Cuando un proyecto de apellido tiene suficientes resultados de pruebas de participantes, puede agrupar resultados de pruebas similares y determinar un haplotipo modal para cada grupo de resultados de pruebas similares.

## Empresas de pruebas
Los proyectos de apellidos ahora están siendo alojados por empresas de pruebas. Algunos laboratorios incluso almacenan las muestras enviadas durante varios años, lo que permite realizar pruebas adicionales a medida que están disponibles. Con mucho, la colección más grande de resultados de pruebas de Y-DNA la mantiene Family Tree DNA, incluidos muchos proyectos de apellidos que hacen uso directo de esos resultados.

## Haplogrupos
El cromosoma Y se ha estudiado intensamente y las variaciones se han dividido en haplogrupos de ADN del cromosoma Y humano, según los resultados del número de alelos en ciertas posiciones llamadas marcadores. Estos "marcadores" se han elegido por su capacidad demostrada para predecir el haplogrupo del individuo analizado. Cada compañía de pruebas usó un conjunto diferente, aunque muchos se superponen. Esto había permitido que los sitios web de la base de datos Y-STR como Ybase e Ysearch (ambos ahora desaparecidos) convirtieran puntajes de varias compañías y encontraran coincidencias dentro de su base de datos para los resultados enviados.

## Otras lecturas
- Pomery, Chris (January–March 2010). «Finding Out What We're About: Changes in the field of DNA testing». Journal of One-Name Studies: 20-21. Consultado el 10 de julio de 2013.
- Carpenter, John R. (dated May 17, 2017). «DNA Testing – What you need to know first». Consultado el 5 de agosto de 2019.